# Флавопротеїни
Флавопротеїни — хромопротеїни, що містять простетичні групи, представлені окисленими похідними рибофлавіну — флавінмононуклеотидом (ФМН) і флавінаденіндінуклеотидом (ФАД). Флавопротеїни входять до складу оксидоредуктаз — ферментів, що каталізують окислювально-відновні реакції в клітині. Деякі флавопротеїни містять іони металів. Типовими представниками флавопротеїнов, що містять також негемове залізо, є ксантин-оксидаза, альдегідоксидаза, дігідрооротатдегідрогеназа, ацил-коа-дегідрогеназа і електрон-транспортний флавопротеїн. На долю двох останніх припадає до 80 % мітохондріальних флавопротеїнів, що виконують важливу роль в біоенергетиці клітини.